# Ancistrus reisi
Ancistrus reisi är en fiskart som beskrevs av Fisch-muller, Cardoso, da Silva och Vinicius Araújo Bertaco 2005. Ancistrus reisi ingår i släktet Ancistrus och familjen Loricariidae. Inga underarter finns listade i Catalogue of Life.